# Joey Cheek
Joey Cheek (n. 22 iunie 1979, Greensboro, Carolina de Nord, SUA) este un patinator de viteză ce a reprezentat Statele Unite ale Americii, medaliat olimpic. A participat la 2 ediții ale Jocurilor Olimpice (2002, 2006) în care a câștigat o medalie de aur, o medalie de argint și o medalie de bronz.